# Arrest Van den Bergh/Staat der Nederlanden
Van den Bergh/Staat der Nederlanden (HR 27 januari 1961, NJ 1963/248) is een arrest van de Nederlandse Hoge Raad, dat van belang is in verband met de onschendbaarheid van wetten oftewel het verbod op grondwettelijke toetsing. 

## Aanleiding
Eiser tot cassatie was professor George van den Bergh (1890-1966), een gewezen lid van de Tweede Kamer voor de SDAP. Als zodanig heeft hij recht op een pensioen. Naar aanleiding van de invoering van de Algemene Ouderdomswet was een wettelijke regeling van 31 januari 1957 die bepaalde dat de uitkering van de Algemene Ouderdomswet in mindering kon worden gebracht op het pensioen dat men als Kamerlid ontving. Van den Bergh protesteerde tegen deze verlaging van zijn pensioen. Als cassatiemiddel voerde Van den Bergh aan dat deze wet niet tot stand was gekomen overeenkomstig de voorwaarden die in de Additionele Artikelen van de Grondwet waren gesteld aan bepalingen omtrent vergoedingen en pensioenen voor Kamerleden, namelijk dat hiertoe slechts bij tweederdemeerderheid van de Staten-Generaal kon worden besloten.

## Uitspraak
De Hoge Raad verwierp het beroep van Van den Bergh. Hij oordeelde dat de bepaling "wetten zijn onschendbaar" in het toenmalige artikel 131 van de Grondwet de Hoge Raad niet alleen verbiedt wetten inhoudelijk aan de Grondwet te toetsen, maar tevens verbiedt te toetsen of formele wetten volgens de door de Grondwet voorgeschreven procedure tot stand zijn gekomen.

## Resultaat en huidige situatie
Het arrest Van den Bergh/Nederlandse Staat betekende een bevestiging en versterking van de onschendbaarheid van formele wetten en daarmee van het verbod op toetsing van formele wetten aan de grondwet. Sinds de grondwetsherziening van 1983 is dit verbod weliswaar anders geformuleerd, maar de strekking is hetzelfde gebleven (thans artikel 120). Ook de tweederdemeerderheidseis voor wijzigingen in wetgeving die vergoedingen voor (oud-)Kamerleden regelt, is na de grondwetsherziening van 1983 in stand gebleven, in artikel 63.